# 翁世資
翁 世資（おう せいし、永楽13年（1415年）- 成化19年6月7日（1483年7月11日））は、明代の官僚。字は資甫。本貫は興化府莆田県。

## 生涯
翰林検討・掌国子助教事の翁瑛の子として生まれた。正統7年（1442年）、進士に及第した。戸部主事に任じられた。景泰年間、戸部郎中に進んだ。天順元年（1457年）、工部右侍郎に転じた。天順4年（1460年）、英宗は宦官に命じて蘇州・松江・杭州・嘉興・湖州に赴かせ、織彩幣7000匹を増産させようとした。世資は江南で洪水が発生し、民衆が生活に苦しんでいたことから、これを半減させるよう意見した。工部尚書の趙栄や工部左侍郎の霍瑄はこれに難色を示していたが、世資は一身で責任を負うといって、連署して諫めた。英宗は怒り、議論を主導した者が誰か追及した。世資は英宗の命により獄に下され、衡州府知府に左遷された。
成化元年（1465年）、世資は江西左布政使に抜擢された。成化2年（1466年）、事件に連座して法吏に下された。ほどなく潔白を証明されて無罪となり、布政使に復職した。広東で反乱が起こり、討伐軍のために江西から食糧を輸送することとなり、10万人の動員が見積もられた。世資は銀を広東に送って現地で食糧を購入するよう意見して、民衆の不満を抑えた。成化5年（1469年）、右副都御史として山東を巡撫した。成化6年（1470年）秋、飢饉が起こると、倉を開いて食糧50万石あまりを振給し、流亡していた162万人の生活を安定させた。成化8年（1472年）、戸部右侍郎として召し出され、戸部尚書の楊鼎を補佐した。成化13年（1477年）、薛遠に代わって総督倉場をつとめた。成化17年（1481年）2月、戸部尚書に進んだ。成化19年（1483年）2月、太子少保の位を加えられ、致仕した。6月戊辰、死去した。享年は69。太子少傅の位を追贈された。著書に『冰崖集』があった。